# GIGANT
GIGANT is sinds 1977 een poppodium en filmtheater in Apeldoorn. Sinds 2016 is GIGANT gefuseerd met educatiecentrum Markant, sindsdien is de officiële naam “GIGANT, markant in cultuur in Apeldoorn”.

## Organisatie
In het gebouw zijn een popzaal, theaterzaal en twee filmzalen, een artcafé en ruim 30 cursuslokalen te vinden. De theaterzaal wordt ook gebruikt als derde filmzaal. Er zijn zo'n 35 man personeel in dienst en er zijn ca. 130 filmvrijwilligers, met 20 popzaalvrijwilligers. GIGANT is goed voor ruim vijfentachtigduizend bezoekers per jaar.

## Geschiedenis
De stichting GIGANT werd in 1975 opgericht en kreeg vanaf 1977 een plek als jongerencentrum in een oud schoolgebouw. Later verhuisde het naar de Nieuwstraat en ontwikkelde zich tot een podium voor een breed publiek. De naam GIGANT stond aanvankelijk voor het acroniem "Goede Ideeën Gaan Alsnog Nimmer Teloor" dat weer voortkwam uit de acties die ten grondslag lagen aan de oprichting; OJC, goed idee!